# Hadibu
Hadibu (em árabe: حاديبو Ḥādībū), antigamente conhecida por Tamrida, é uma localidade costeira no norte da ilha de Socotorá (Iémen), próxima do monte Jabal al-Jahir. É a maior cidade do arquipélago, com uma população de 8 545 (censo de 2004). Hadibu é também a capital do distrito oriental (o maior) de entre os dois distrito administrativos de Socotorá, Hidaibu (Hidaybū). Os habitantes da cidade são na sua maioria criadores de gado, especialmente caprino.